# Wielandia fadenii
Wielandia fadenii là một loài thực vật có hoa trong họ Diệp hạ châu. Loài này được (Radcl.-Sm.) Petra Hoffm. & McPherson mô tả khoa học đầu tiên năm 2007.